# Karasuk
Karasuk – miasto w Rosji, w obwodzie nowosybirskim, 678 km na zachód od Nowosybirska. W 2007 liczyło 28,5 tys.mieszkańców.
Od 2011 miasto jest siedzibą eparchii karasuckiej.